# Atherion africanum
Atherion africanum är en fiskart som beskrevs av Smith, 1965. Atherion africanum ingår i släktet Atherion och familjen silversidefiskar. Inga underarter finns listade.